# Mosters gamla kyrka
Mosters gamla kyrka (norska: Moster gamle kirke) är en kyrkobyggnad från 1100-talet i tätorten Mosterhamn på ön Moster i Bømlo kommun i Vestland fylke i västra Norge. 

## Historia
Kyrkan är en viktig del av norsk kyrkohistoria. Snorre Sturlason berättar att Olav Tryggvason lät bygga en kyrka här 995. Kyrkan räknas till den första kyrkan som uppfördes i Norge.
Olav den helige höll ett ting på Moster runt 1024 och kristendomen blev statsreligion i Norge.

## Kyrkobyggnaden
Kyrkan har en kvadratisk och rektangulär form med en ingång på vänstra sidan. Vägarna har gjorts om minst tre gånger och takverken byttes ut under 1700-talet. Kyrkan är huvudsakligen byggd i täljsten.